# 東武1800系電車
東武1800系電車（とうぶ1800けいでんしゃ）は、かつて東武鉄道に在籍していた急行形車両。
1969年（昭和44年）から1987年（昭和62年）にかけて54両が製造された。

## 概要
伊勢崎線の急行列車は1953年（昭和28年）11月に運行開始後順調に利用客数が伸び、1968年（昭和43年）度には116万6千人に達していた。
その一方で、車両は日光線特急車両のお下がりであるモハ5310形・クハ350形や5700系が使用されており、同系列の陳腐化も進んでいたことから、輸送力増強とサービスの向上を目的に1969年（昭和44年）9月20日に4両編成6本が登場した。
本形式の導入に伴い、伊勢崎線急行列車の愛称は「りょうもう」に統一されている。

## 車両概説

### 車体
高運転台の非貫通式で、正面窓は2枚の大型前面ガラスとパノラミックウィンドウが用いられている、このことから後に「ペコちゃん」の愛称が付いた。車体断面は裾絞りのない直線基調である。「りょうもう」は停車駅が多く、乗降を速やかにするため客用ドア幅は900 mmの広幅となった。ドアはモハ1830形のみ2箇所、他の車両には1箇所設置された。窓は幅1,520 mmと大型の固定窓が配置されている。
塗装はローズレッドを基調に、腰部に白帯を配しており、幕板部には細い白帯も配している。登場時の白帯はオパールホワイトで、これは白というよりも黄色みの相当強い色であった。その後、1985年から開始された一般車の塗装変更（ジャスミンホワイトにブルーの濃淡帯）に合わせ、白帯がジャスミンホワイトに変更された。

### 内装
ビジネス用途での仕様とされたため、1720系に比較すると特別な設備はないが、日本の鉄道車両として初めて車内に清涼飲料水の自動販売機が設置された。先頭車には自動販売機のほかトイレが設置され、これは当初から汚物処理装置付きの循環式とされた。洗面所は設置されていない。客室の座席は回転式クロスシート（リクライニング機能なし）を採用、960 mmのピッチを確保した。冷房装置は1720系と同じ「キノコ」型室外機カバーを持つ分散式RPU11T2-33である。この他に停電時を考慮し、バッテリー駆動の予備換気扇を1両あたり2個設置した。

### 機器類
走行機器は同時期に製造された8000系とほぼ共通しており、主電動機は同一、主制御器は8000系と同一ながら最終弱め界磁率を20%にし、台車は8000系同様のミンデン式であるが軸ダンパを追加するなど急行用に改良した仕様となっている。このため8000系同様に発電ブレーキは省略されている。集電装置は屋根上のスペースの都合上、下枠交差式パンタグラフを採用した。

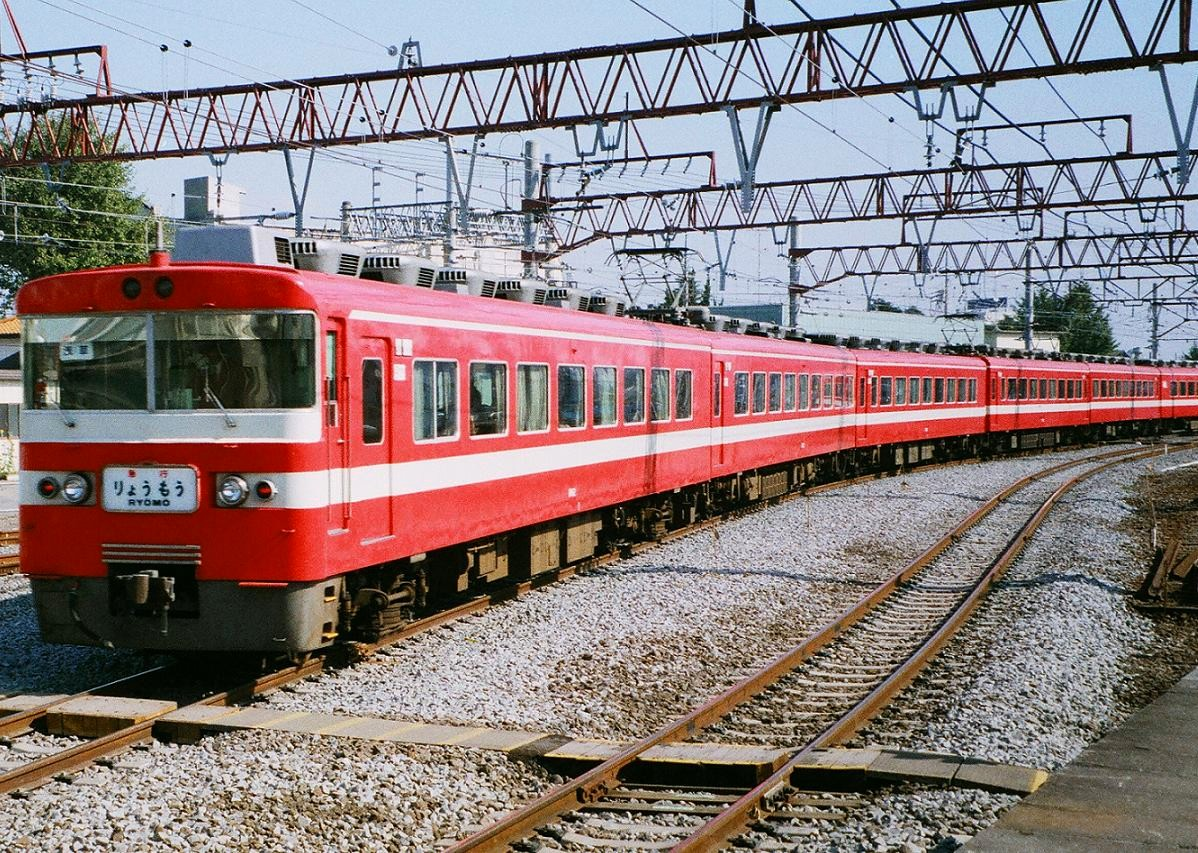
太田駅に到着する1800系「りょうもう」 （1997年12月19日 / 太田）
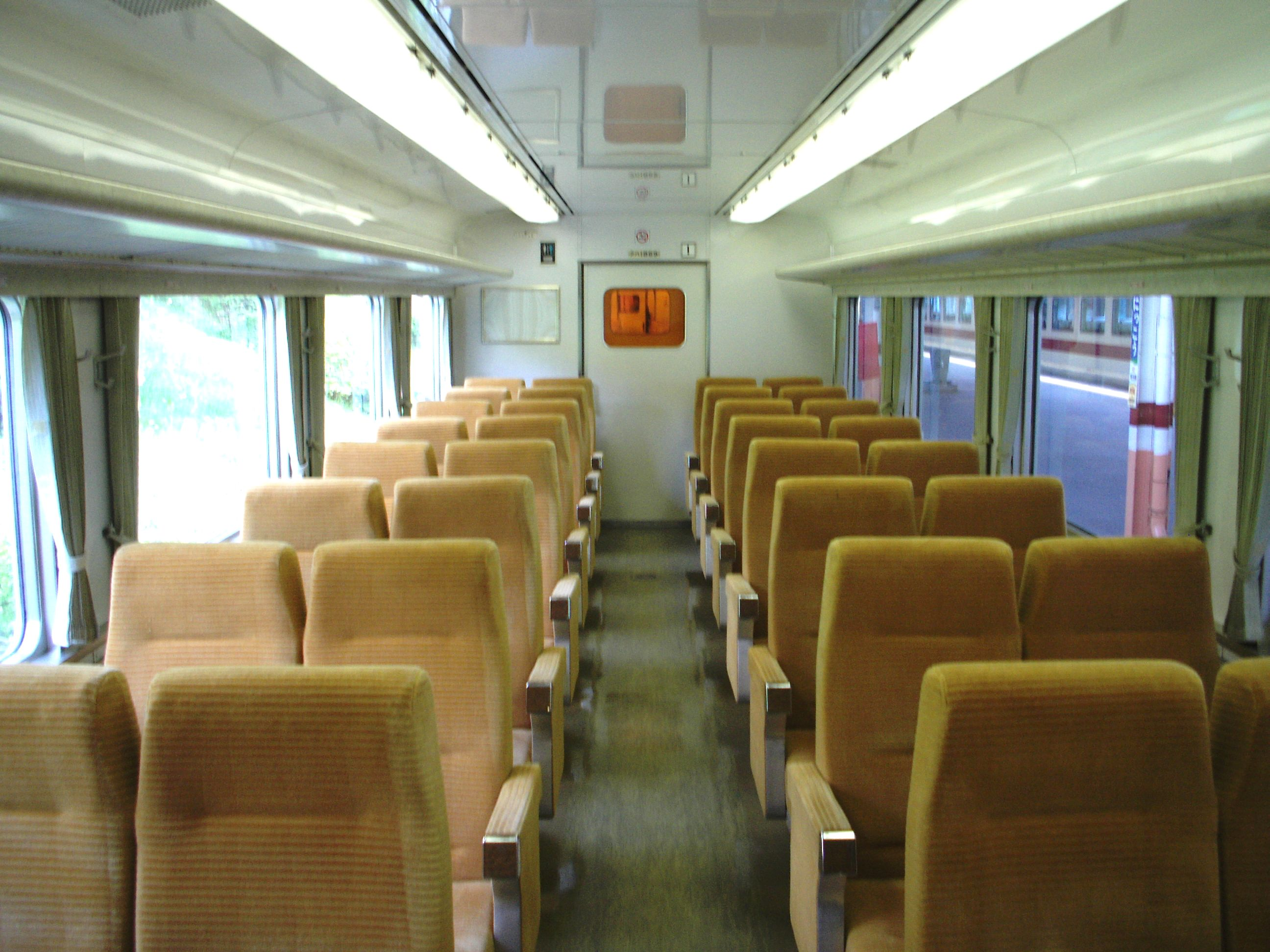
車内(1819F) （2007年5月5日）
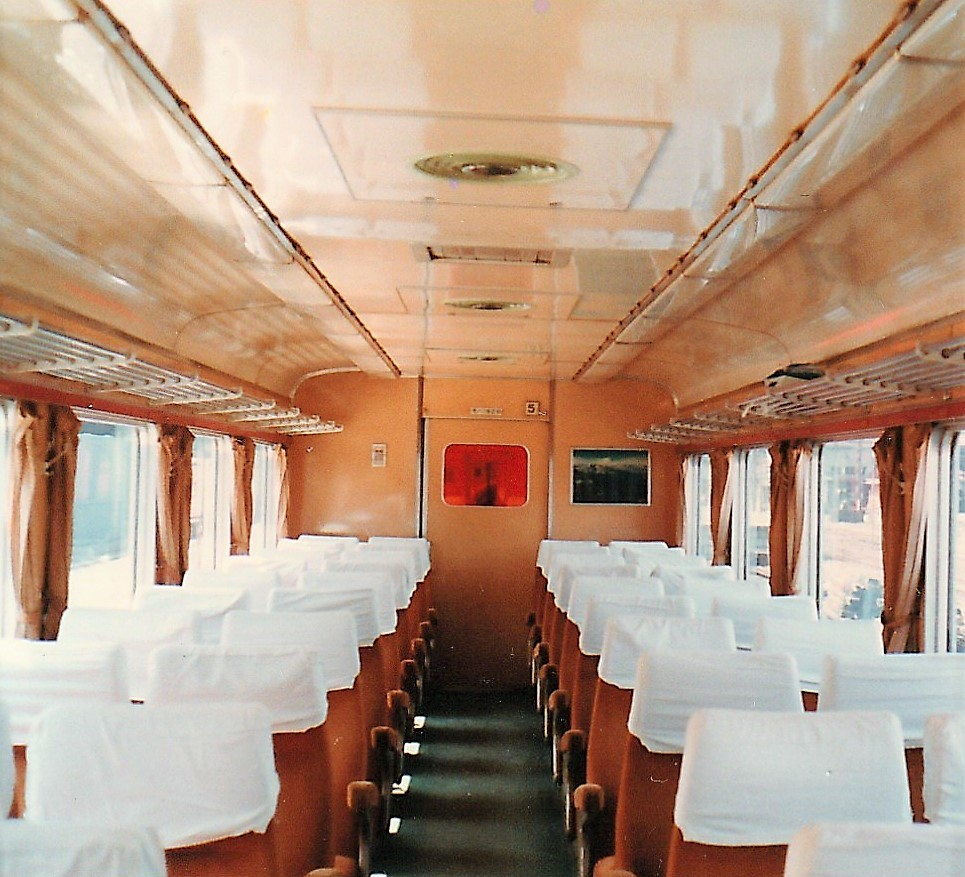
急行運用で座席カバーがかけられたモハ1860（改番前）の車内。

## 増備車
1979年（昭和54年）に製造された中間車2両は、同時期の8000系と同様に、従来のミンデンドイツ式からS形ミンデン式の台車に変更されているほか、モハはパンタグラフの数が2基から1基となり、サハにはトイレと簡易運転台が設置された。
1987年（昭和62年）に製造された1819Fでは、前面ガラスは隅部に継ぎ目のない曲面ガラスを使用し、前照灯は6050系で採用された角形ライトユニットを装備、運転台窓上の補助灯と尾灯はLED化された。エア・コンディショナーは通勤車と共通の集約分散式3基搭載に変更し、各車の側面には行先表示器を、先頭車の正面には電動式の愛称表示器をそれぞれ設置した。ブレーキ装置はフラットが多発していたため応荷重装置が追加された。また、座席は1人毎に区分されたバケットタイプになり、モハ1820形出入り口デッキ部にカード式列車電話が設置された。

## 編成
車両番号は浅草方からクハ1810・モハ1820・モハ1830・クハ1840とされ、下一桁には編成番号を示す数字が使用された。例えば第1編成の浅草方先頭車両はクハ1811となる。この浅草方先頭車両番号を用いて編成全体を『1811編成』ないし『1811F』（「F」は「編成」を意味する英語Formationの頭文字）と表記することがあり、以下この項にて、編成を示す際には『1811F』のように表記することとする。
|        | ←浅草太田・赤城→ |          |          |          |
| 形式   | クハ1810         | モハ1820 | モハ1830 | クハ1840 |
| 副形式 | Tc1              | M2       | M1       | Tc2      |

1973年7月には増発用に同じ仕様で2本が製造された。また、乗客の増加に合わせて1979年（昭和54年）に中間車サハ1850（付随車）-モハ1860（電動車）の2両を増備して3M3Tの6両編成となった。
|        | ←浅草太田・赤城→ |          |          |          |          |          |
| 形式   | クハ1810         | モハ1820 | モハ1830 | サハ1850 | モハ1860 | クハ1840 |
| 副形式 | Tc1              | M2       | M1       | T1       | M3       | Tc2      |

1987年12月17日にはマイナーチェンジ車1編成 (1819F) が増備された。この編成では形式名を浅草方から順番に1810 - 1860とした。前後して既存の編成も同様に改められた。
|        | ←浅草太田・赤城→ |          |          |          |          |          |
| 形式   | クハ1810         | モハ1820 | モハ1830 | サハ1840 | モハ1850 | クハ1860 |
| 副形式 | Tc1              | M2       | M1       | T1       | M3       | Tc2      |

## 改造工事
1988年（昭和63年）から1989年（平成元年）にかけて、前年に登場した1819Fに車両設備を揃える工事が行われた。改造内容は以下の通り。
- 列車電話の設置（全編成）
- 応荷重装置の取付（1812F・1813F・1816F - 1818F）
- 前面ガラスを1819Fと同様のものに取替（1811F - 1813F・1816F - 1818F）

### 300型・350型への改造
1813F・1816F - 1818Fの4本は300型・350型に改造され、日光線・宇都宮線系統の急行（のち特急）で使用された。

### 通勤車への格下げ改造
1990年代当時、館林地区のローカル区間には吊り掛け車の5000系列が使用されており、これらの老朽化に伴う淘汰のため、本線系統に30000系を投入し、8000系をローカル区間に割り当てる方策が採られていた。しかし2000年は株式配当が無配となるほど経営が悪化していたことから30000系の新製投入を見送った上で館林駅構内に休車扱いで留置されていた1800系1811F・1812F・1815Fを将来的に予定されていたワンマン運転開始までの繋ぎとして活用することとなり、2001年からは一般通勤車両へ格下げ改造が施された。
格下げ改造は1979年製の中間車2両を廃車とし、登場時の4両編成に戻した上でデッキ仕切壁の撤去・トイレの撤去・座席の固定・つり革の設置などを行うとともに、車体塗装も他の普通鋼製通勤形電車と同一のジャスミンホワイト地にブルーの濃淡帯に順次塗り変えられた。また、愛称表示プレートを撤去してその跡にLED式の行先表示器を設置、前頭部の通過標識灯も撤去された。施工は杉戸工場で、アルナ工機（現・アルナ車両）の出張改造で行われた。この改造に際してロングシート化は行われず、妻板が一部残っているなど急行運用時代をうかがわせる部分も多数残っていた。客用扉増設も行っていないため、通勤車両としては珍しく乗降口は1両につき片側1か所（一部車両は片側2か所）であった。この改造に伴い1815Fの組成各車の車両番号の末尾桁は「5」から「3」に改番されたため、編成表記は「1813F」となった。
格下げ改造車である1811F - 1813F（旧1815F）は2001年4月23日から営業運転を開始し佐野線や小泉線で運用されていたが、1編成に幅0.9ｍの片開き乗降扉が5箇所あるのみだったため（5050系は1編成に幅1.3ｍの両開き扉が16箇所ある）、乗り降りに時間がかかって遅延しやすくなった。2006年3月18日のダイヤ改正から佐野線でワンマン運転を開始したことから、小泉線の非ワンマン区間（館林 - 西小泉間）へ転用され、同区間で運用されていた5050系を淘汰している。その後、同区間のワンマン運転を同年9月28日から開始する関係で、同年7月4日に8000系2両編成3本により置き換えられたため、全車が運用から離脱した。同年7月1日に1812Fが、同年7月3日には1811Fと1813Fがそれぞれ運用を離脱し、館林駅構内に留置されていたが、2007年1月18日に1812Fが、1月19日には1811Fと1813Fがそれぞれ北館林荷扱所に廃車回送され、同年3月下旬 - 5月上旬にかけて解体された。

運用離脱前年に開催された2005年のファンフェスタでは200型・1819F・300型・350型と共に並べられ、「りょうもうの歴史」と題した車両撮影会が開催された。

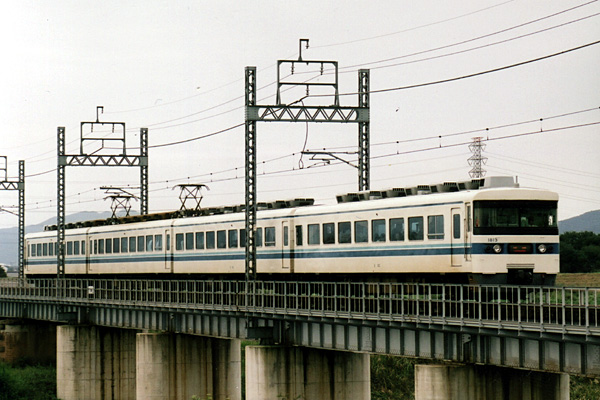
通勤形への改造を受けた1800系 （2003年9月23日 / 渡瀬 - 田島）
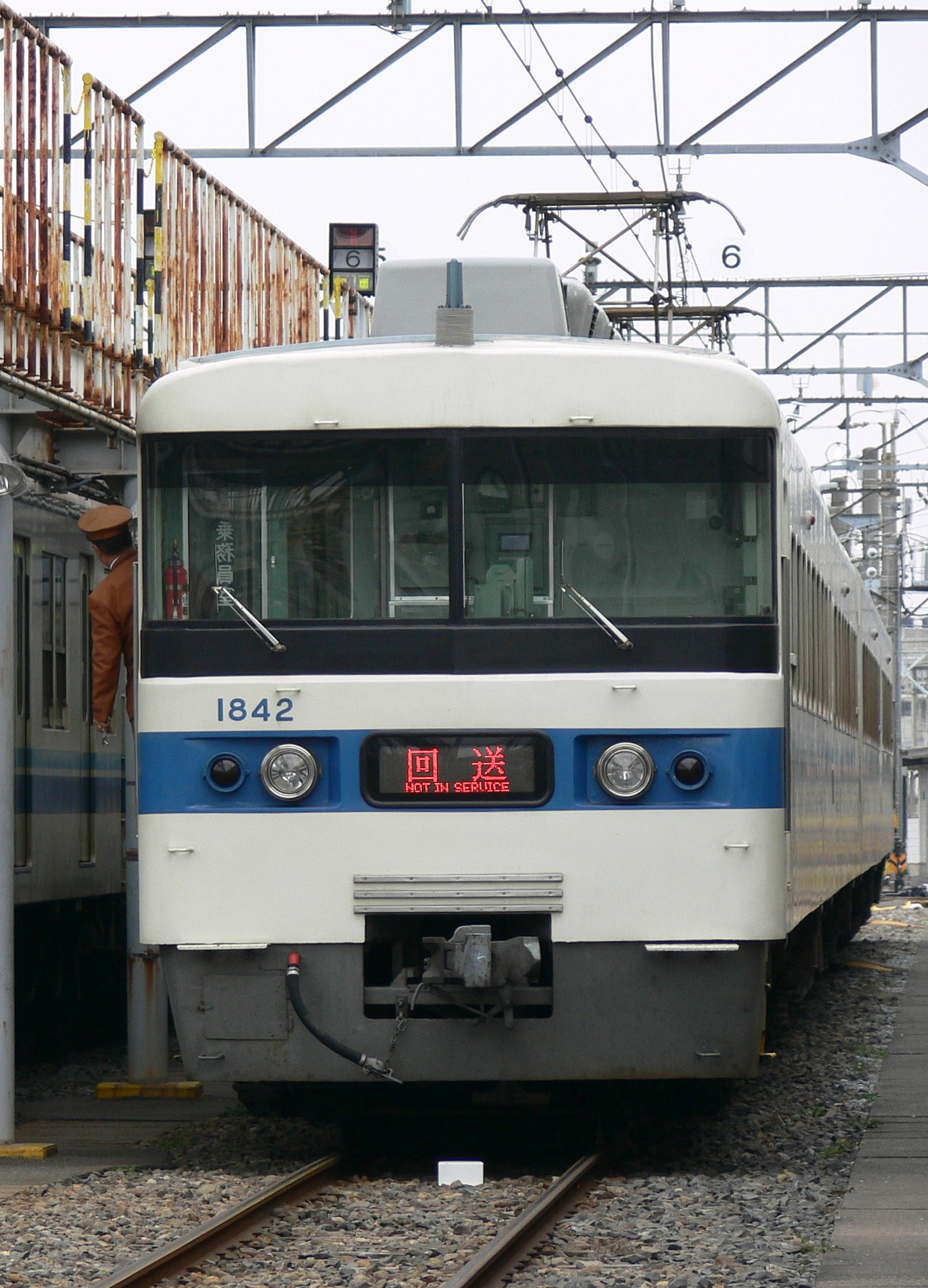
LED式の行先表示器が設置された改造後の前面 （2007年5月5日 / 館林検修区）
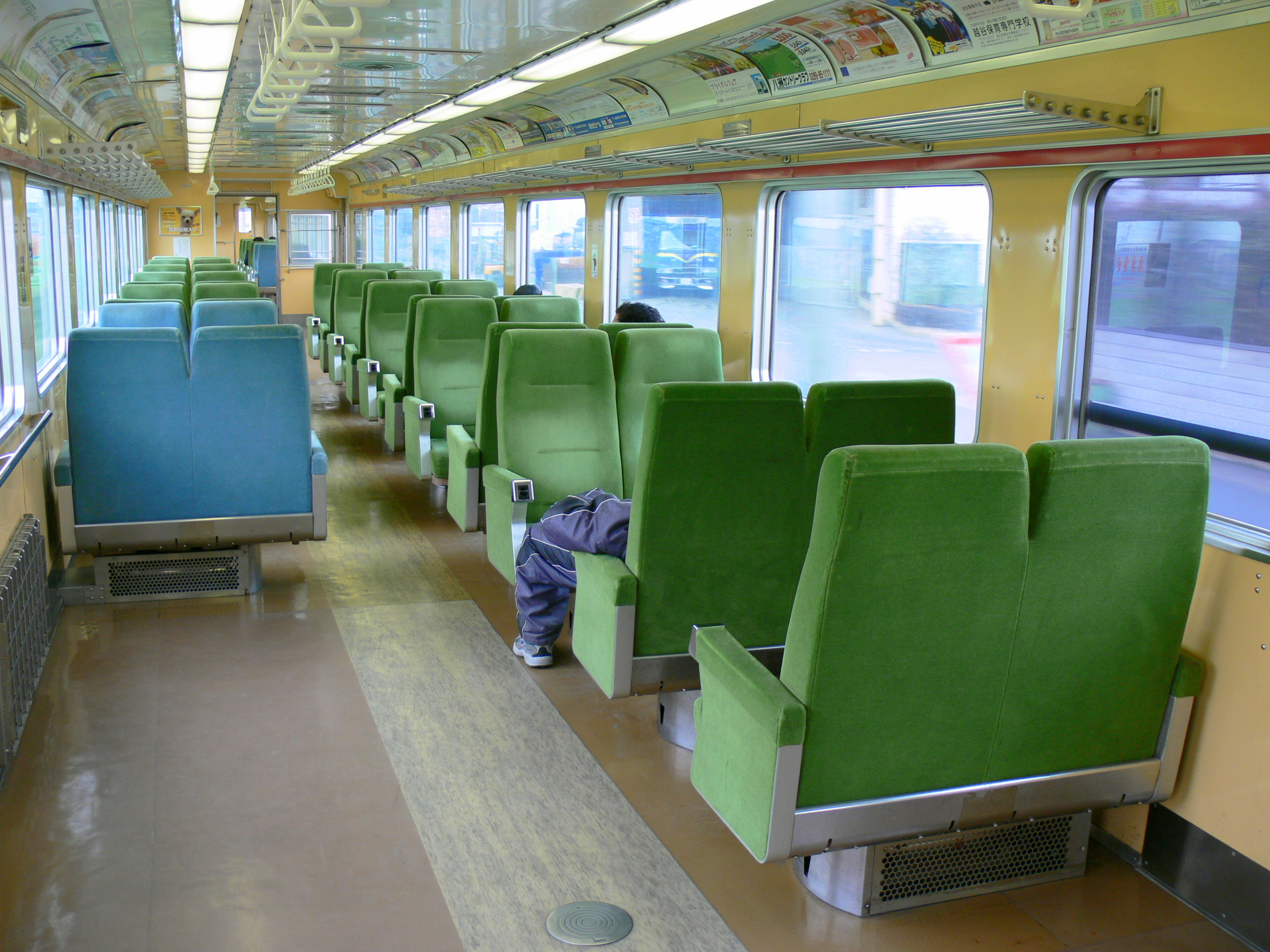
改造後の車内 （2006年3月24日）
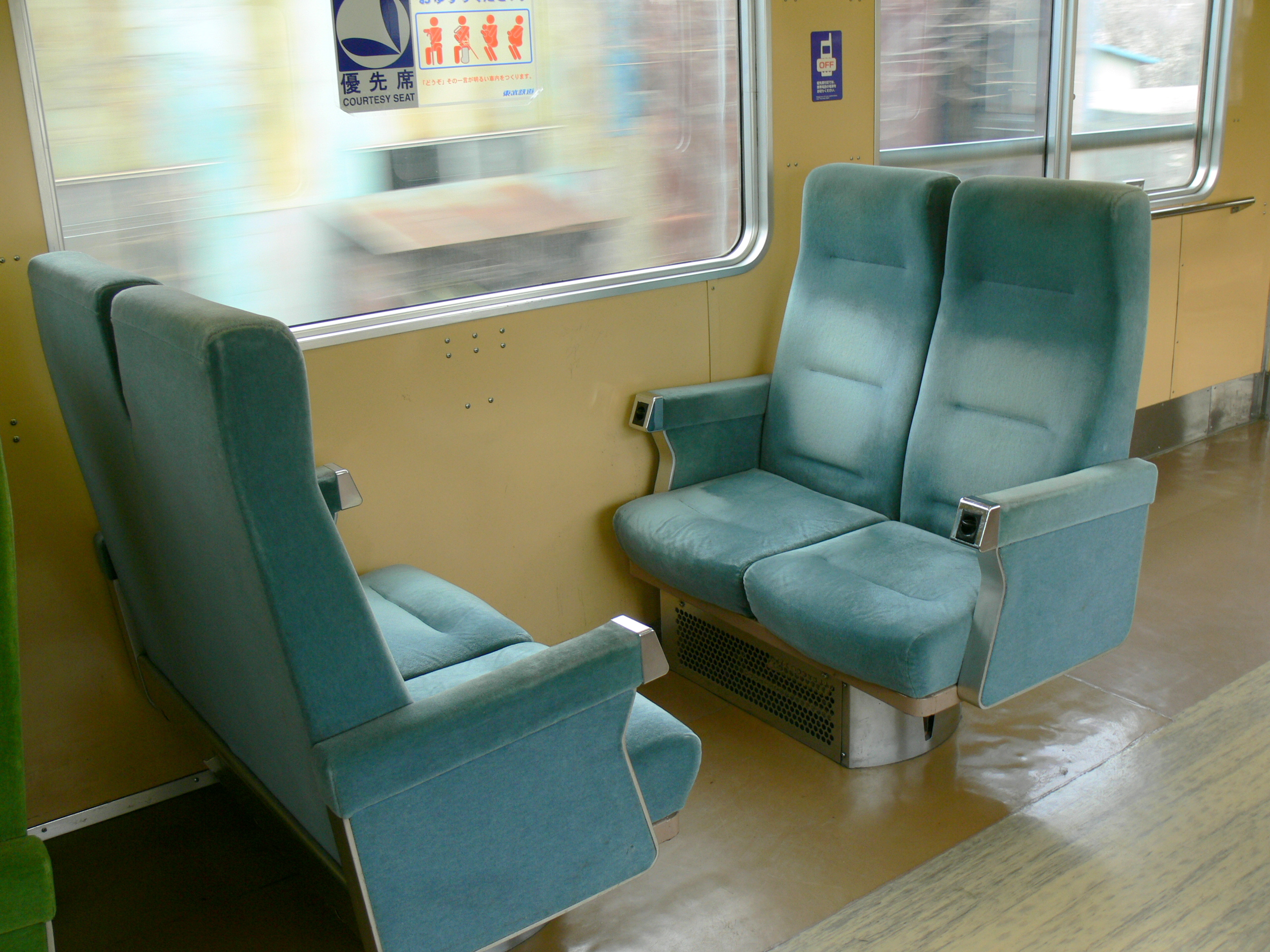
改造後の車内に設けられた優先席 （2006年3月24日）

## 運用
登場以来一貫して急行「りょうもう」で使用されていたが、1991年（平成3年）2月1日からは1720系の車体を更新した後継車両200系が登場し、伊勢崎線急行からは1998年（平成10年）3月31日までに順次運用を離脱した。なお、最後まで急行で運用されたのは1819Fだった。
離脱した編成は300型・350型に改造されたほか、一部は前述の通勤車格下げ改造が行われた。1814Fはこれらの改造対象から外され、1994年（平成6年）に休車となり、北館林荷扱所にカバーで覆われて留置されていたが、2000年（平成12年）8月に廃車・解体された。
また、当初は、200型の種車である1720系が不足しているため、1800系の足回りを流用した200系列の「250型」を製造することが考えられていたが、将来的なスピードアップを勘案した結果、250型は足回りを含めて新造されることになった。その後は、優等列車用車両のみならずクロスシート車両の配属がこの当時にはなかった東上線系統への転属や、他社への譲渡なども考えられていたが、いずれも諸般の事情により実現しなかった。

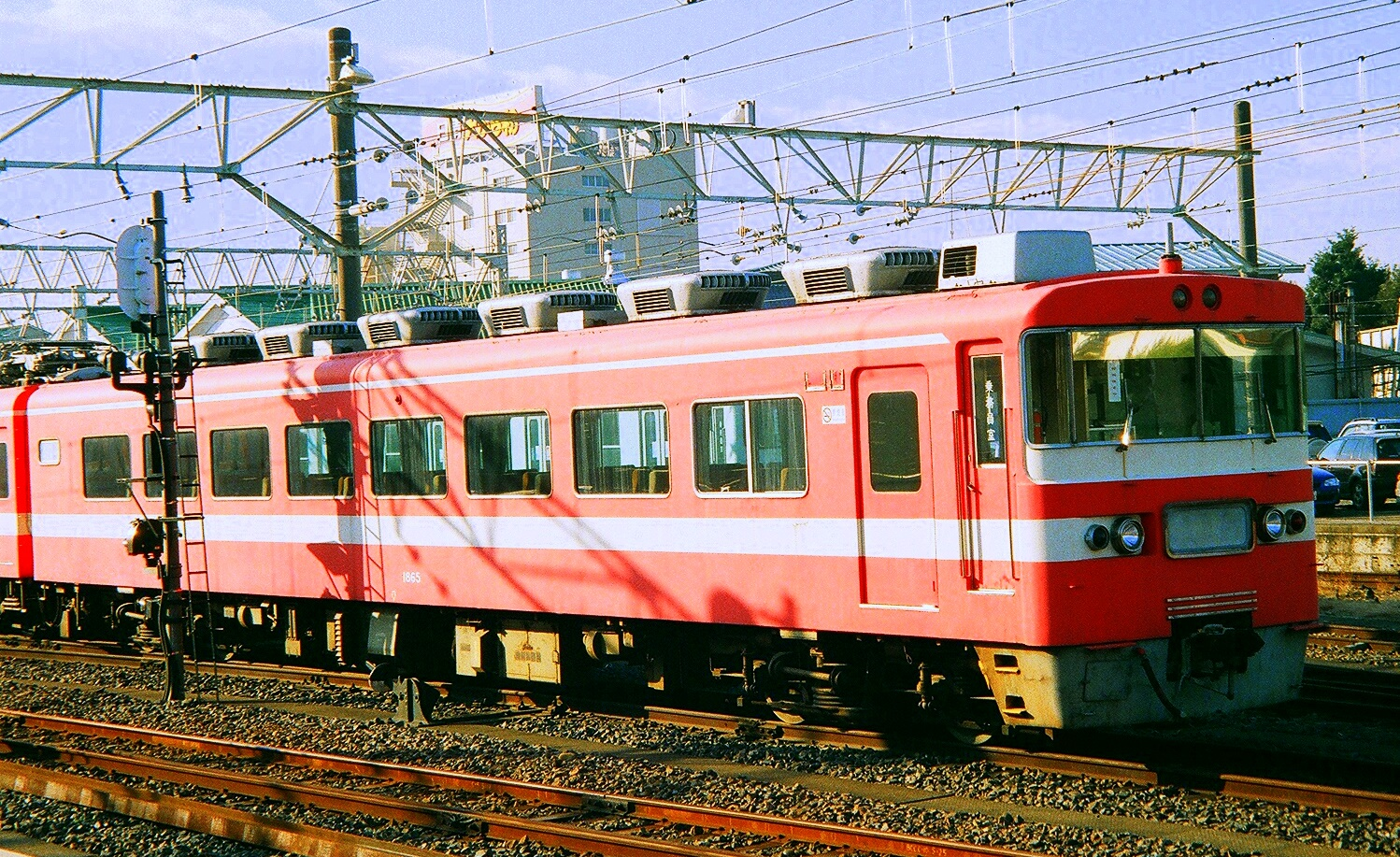
運用離脱後、館林駅に留置されている1800系。 （1999年5月3日）
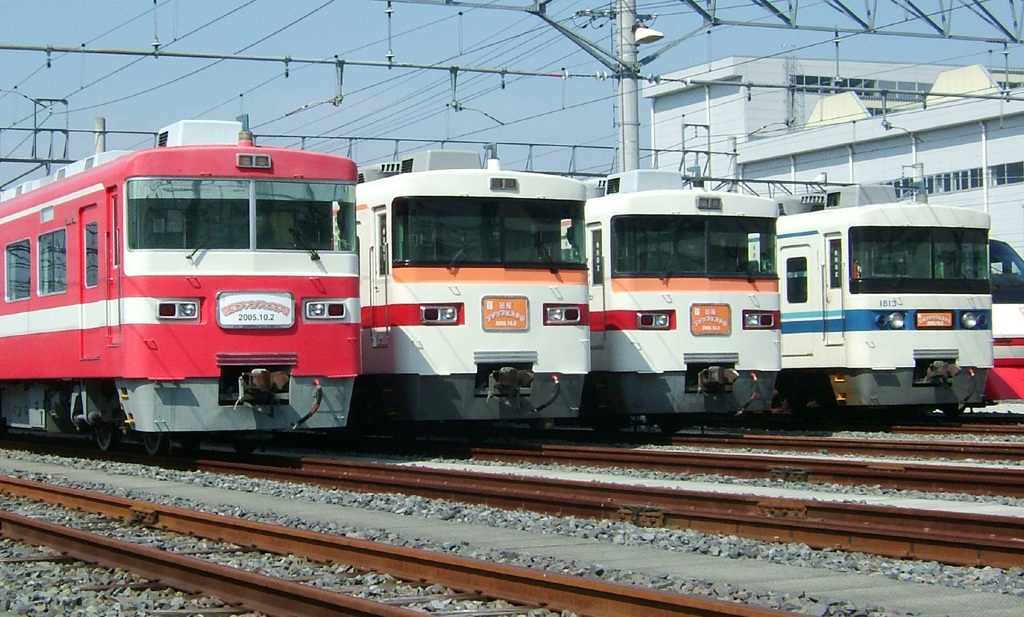
左端と右端が1800系（左端が急行形車両、右端が通勤形への改造車両） 中央の2本はそれぞれ改造されて300型・350型になった車両 （2005年10月2日 / 「東武ファンフェスタ」にて）

### 1819F
1987年に製造された1819Fは、大きな改造もなくオリジナル塗装のままで通常200型・250型で運転されている伊勢崎線特急「りょうもう」の予備や団体・臨時列車を中心に使用された。また臨時快速などで日光線や鬼怒川線にも入線した。この間に車両基地も最初は急行時代と同じ館林検修区（現：南栗橋車両管区（以下「本区」）館林出張所）、次に本区春日部支所、晩年は本区と3基地に所属した。
2006年（平成18年）7月29日には特急・急行料金を徴収しない「隅田川花火号」として上り列車のみ東武動物公園駅 - 浅草駅間で運転された。
また2007年（平成19年）4月19日にはそれまで入線しなかった日光線と鬼怒川線での試運転が行われ、東武日光駅や鬼怒川公園駅まで入線した。ただし鬼怒川線は大谷向駅・大桑駅・小佐越駅のホーム有効長が4両対応だったため、営業運転での入線はそれから約6年後の2013年（平成25年）6月8日の東武健康ハイキング開催による臨時列車のみであった。
2007年4月28日から4月30日までと同年5月3日から5月6日まで、臨時快速として下りは南栗橋駅 - 東武日光駅間、上りは東武日光駅 - 北千住駅間で運転され、南栗橋以北の日光線では初の営業運転となった。この臨時快速は同年10月6日から11月11日までの土曜・休日にも運転された。以降2016年（平成28年）までは臨時快速として、快速が廃止された2017年（平成29年）は臨時列車としてゴールデンウイークや紅葉シーズンに運転された。運転区間は年や時期によってまちまちであったが、概ね下りは春日部駅 - 東武日光駅間、上りは東武日光駅 - 浅草駅間となっていた。
行先幕に「北千住」・「東武日光」の設定がないため2007年4月の運転では前面と側面表示は無表示であったが、2007年10月以降から「臨時」の表示を掲げるようになった。表示は前面・側面とも白地に青文字の「臨時」。また、「回送」は東武本線の車両が使用している赤地に白文字ではなく反転させた白地に赤文字であった。2012年（平成24年）にCIロゴが貼り付けられたが、赤車体に青だと目立ちにくいことから当形式では白で貼り付けられ、同時に号車表示が側面と車内に施された。
「東武ファンフェスタ」開催日には会場である南栗橋車両管区あるいは最寄駅の南栗橋駅着の臨時列車として運行されたことがあり、2005年（平成17年）10月2日は事前申し込みによる座席指定で館林駅から、2006年11月19日は普通乗車券で乗車可能な列車として北千住駅からの運転が行われた。2008年11月30日は事前申し込みによるミステリートレインとして往路は北千住駅から伊勢崎線経由で伊勢崎駅まで運転され、復路は伊勢崎駅から小泉線経由で運転された。その時のヘッドマークはかつて使用されていた「急行りょうもう」が掲出された。また、2011年（平成23年）12月4日には野田線の野田市駅 - 柏駅間の開業100周年のイベントの一環として、団体列車として野田線に初入線し、柏駅 → 大宮駅 → 春日部駅 → 南栗橋駅経由で片道運行した。
前述の臨時快速やファンフェスタ以外でも臨時列車として運転された。2010年（平成22年）9月25日には伊勢崎線全通100周年を記念した事前申し込みによる臨時列車「伊勢崎線全通100周年記念ミステリートレイン」が北千住駅 → 伊勢崎駅 → 東武動物公園駅 → 東武日光駅 → 北千住駅間で運転され、ヘッドマークは「伊勢崎線全通100周年」・「急行りょうもう」・「ビジネスライナー急行りょうもう」と3種類掲出された。2018年（平成30年）4月20日には普通乗車券のみで乗車可能な臨時列車「春の花めぐり号」が運河駅（野田線） → 佐野駅（佐野線）間で運転され、野田線の入線は前述の開業100周年イベント以来約6年半ぶりとなった。停車駅は運河駅 - 春日部駅間の各駅 → 久喜駅 →  茂林寺前駅 → 館林駅 → 佐野駅であった。
前述の通り団体専用や臨時として幾多の活躍をしてきたが、2018年5月20日の団体専用列車「ありがとう1800系ラストランツアー」をもって引退した。その時の運行経路は東武動物公園駅 → 赤城駅 → 太田駅 → 伊勢崎駅 → 浅草駅間で、ヘッドマークは「ビジネスライナー急行りょうもう」をモチーフとした記念ヘッドマーク「団体専用 ありがとう1800系 SINCE1969」が掲出された。最終運転から約1か月後の6月18日、北館林荷扱所へ廃車回送された。

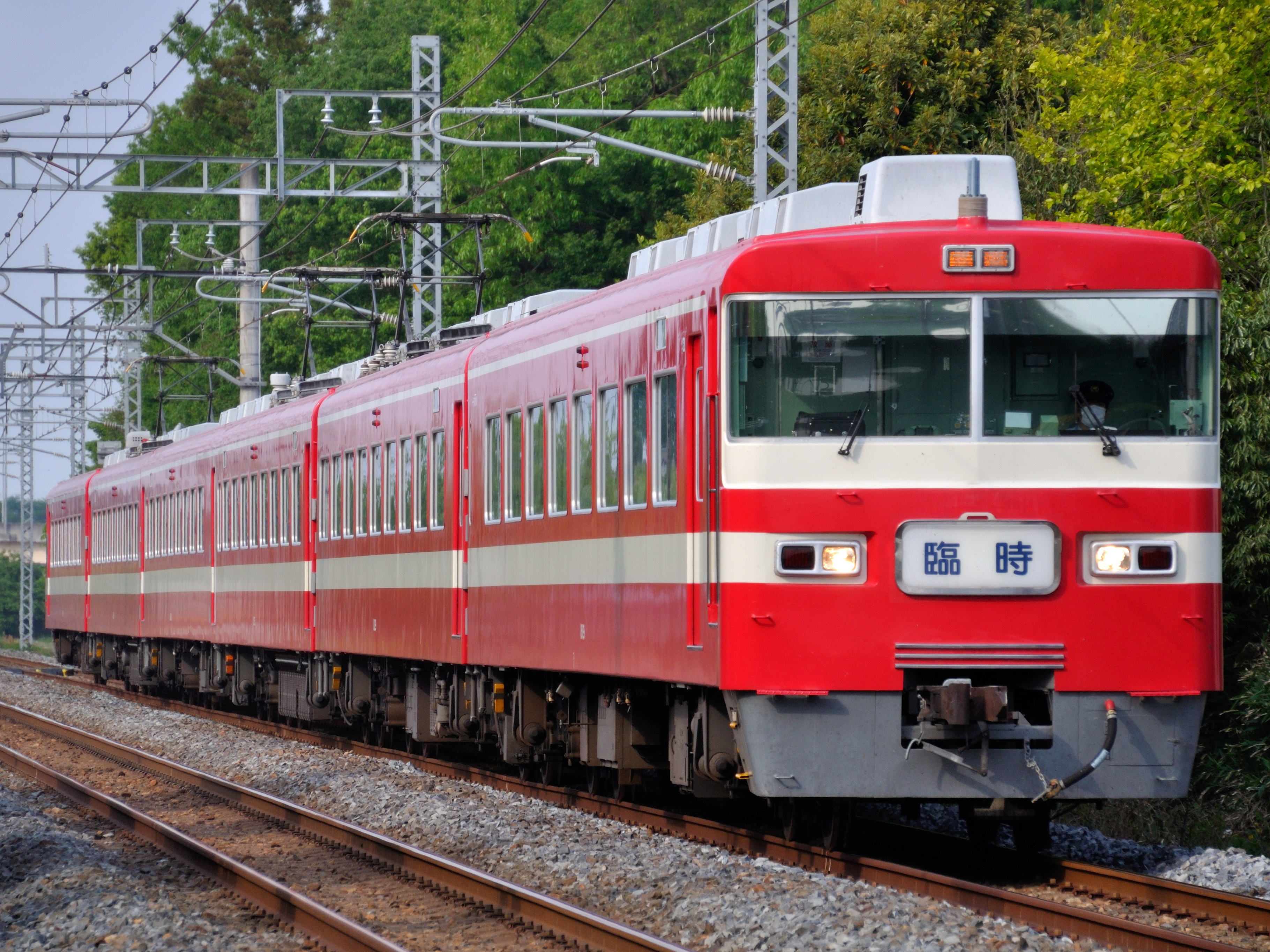
予備車として活躍していた1800系1819F（2013年5月6日 / 日光線 静和駅 - 藤岡駅間）
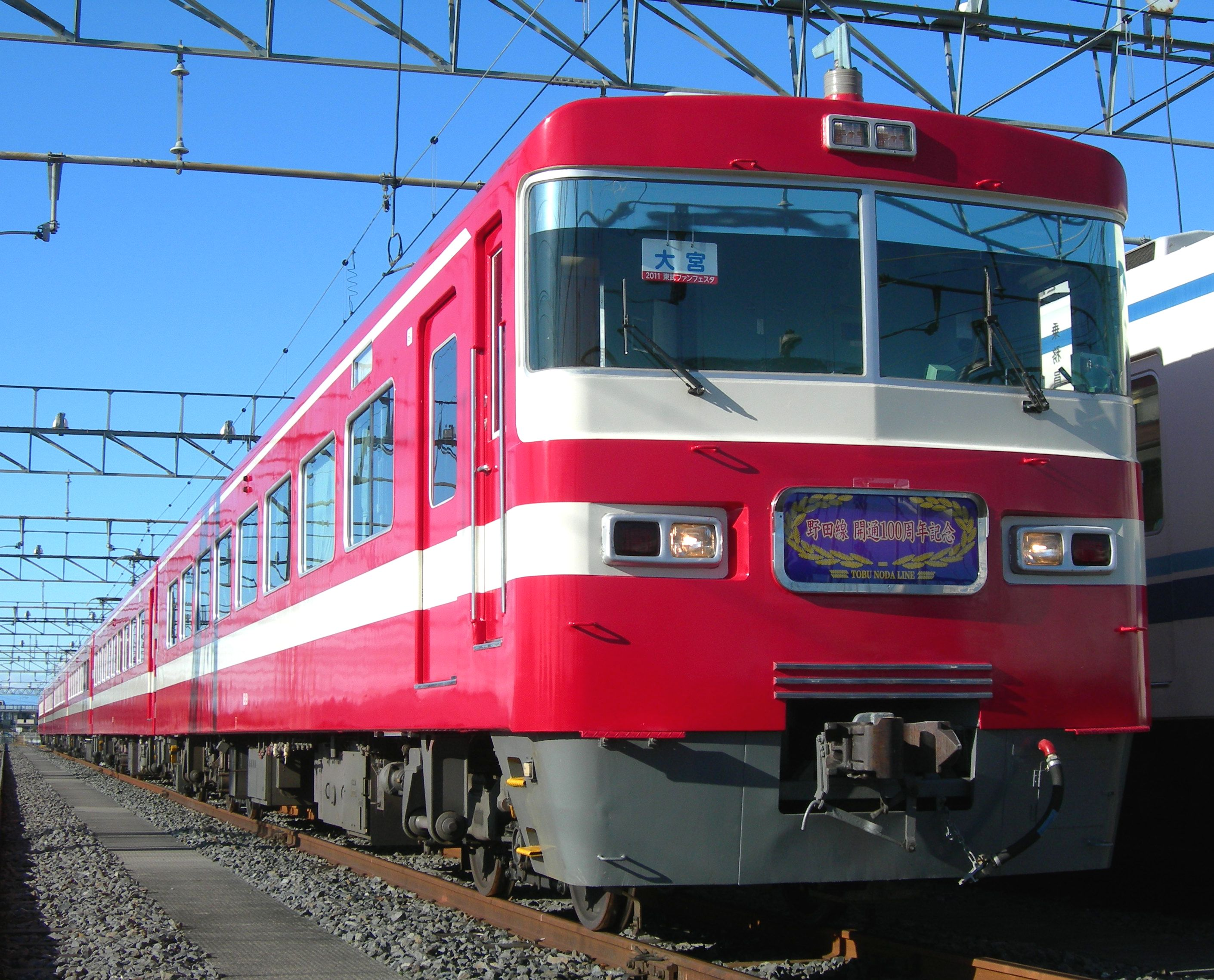
野田線開通100周年記念号（2011年12月4日）
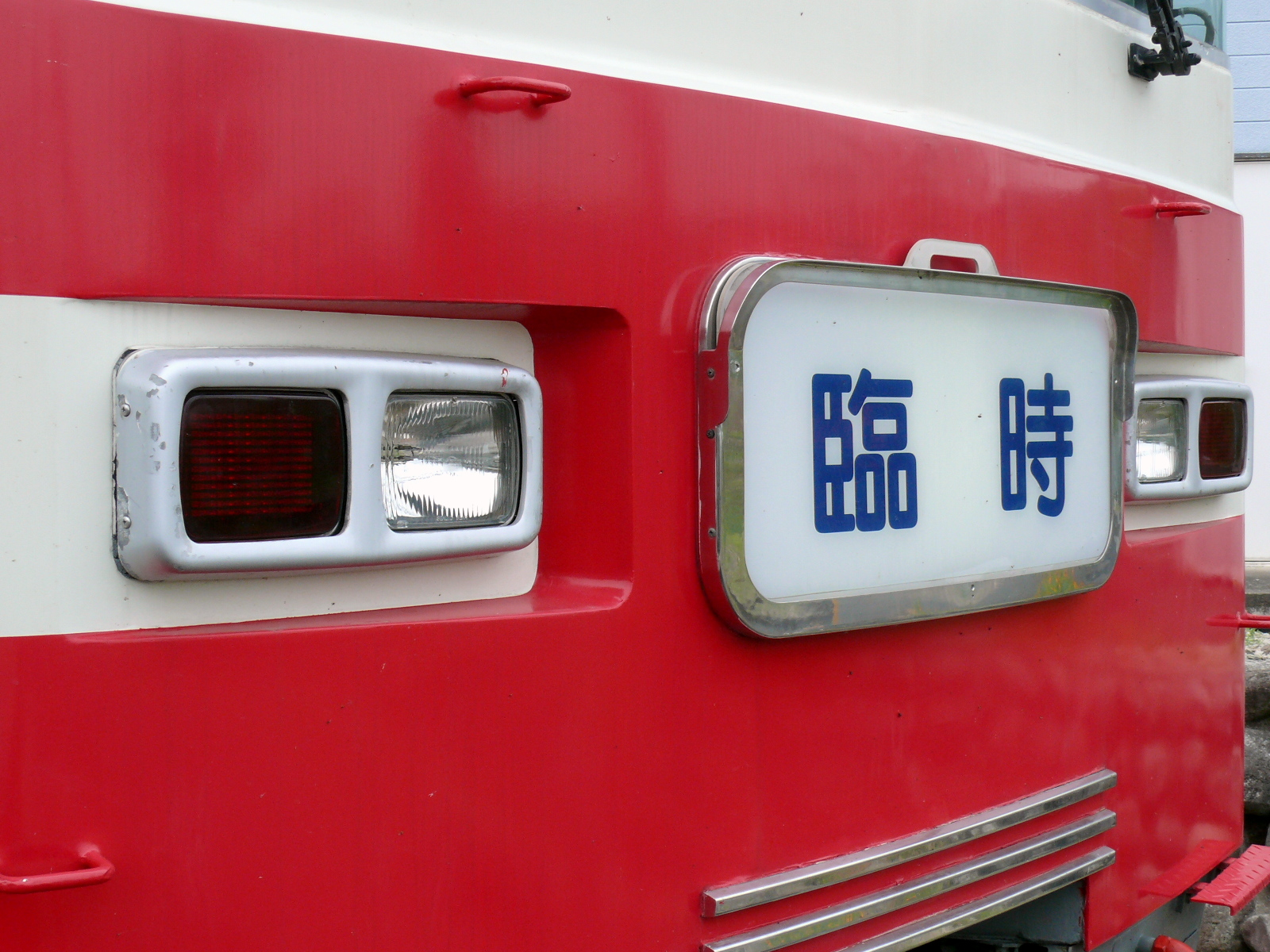
臨時快速では「臨時」表示を掲出する。画像の1819Fでは前照灯は角形ライトとなっている（2009年5月3日）